# Єльцова Гора
Єльцо́ва Гора (рос. Ельцова Гора) — присілок у складі Лузького району Кіровської області, Росія. Входить до складу Лальського міського поселення.
Населення становить 7 осіб (2010, 27 у 2002).
Національний склад станом на 2002 рік — росіяни 96 %.